# Truckenthal
Truckenthal ist ein Ortsteil von Schalkau im Landkreis Sonneberg in Thüringen.

## Lage
Truckenthal liegt zwischen Theuern und Schalkau an der Landesstraße 1112, die von Schalkau über den Thüringer Wald zu den Räumen um Ilmenau und Arnstadt führt. Die Gemarkung von Truckenthal ist mit engen Gebirgstälern, Wiesen, Wald und auf ebenen Flächen mit Feldwirtschaft verbunden. Der Bach Truckenthaler Wasser fließt durch den Ort. Die Talbrücke Truckenthal am nördlichen Ortsrand ist ein 425 Meter langes zweigleisiges Eisenbahnüberführungsbauwerk der Schnellfahrstrecke Nürnberg–Erfurt.

## Geschichte
1358–1362 war die urkundliche Ersterwähnung des Ortes.
Truckenthal ist ein land- und forstwirtschaftlich geprägter Ort, der mit dem Tourismus die Erwerbsquelle verbessert. Im Jahr 1910 hatte der Ort 431  und 1939 379 Einwohner.
1957 bestand im Ort ein Pionier-Ferienlager „Junge Garde“, in dem Kinder und Jugendliche ihre Ferien verbringen konnten.
269 Einwohner leben 2012 in Truckenthal, das seit dem 1. Juni 1992 ein Ortsteil von Schalkau ist.

## Dialekt
In Truckenthal wird Itzgründisch, ein mainfränkischer Dialekt, gesprochen.